# 4463 Marschwarzschild
4463 Marschwarzschild (1954 UO2) là một tiểu hành tinh vành đai chính được phát hiện ngày 28 tháng 10 năm 1954, bởi Chương trình tiểu hành tinh Indiana ở Đài thiên văn Goethe Link gần Brooklyn, Indiana.

## Internal links
Meanings of minor planet names: 4001–4500